# Айде вземи тамбурата
„Айде вземи тамбурата“ е авторска песен на фолклорна основа. Изпълнява се от попфолк певеца Константин. През 2003 г. тя печели първа награда на единадесетото издание на фестивала „Пирин фолк“ – Сандански. Песента е по музика и текст на Валентин Попов, който е вуйчо на певеца, а аранжиментът е дело на Валери Градинарски. Включена е в албумите „Като сън“ (2003 г.), „Konstantin Hits MP3“ (2007) и „The Best“ (2008), също така попада и в световната музикална компилация Sound Of The World 2007, където се нарежда между 33 песни от цял свят, избрани от популярния музикален критик и водещ на радио BBC Чарли Джилет. Песента постига успехи зад граница и до днес остава като златна в архивите на България с българска авторска песен на фолклорна основа.